# Írország művészete

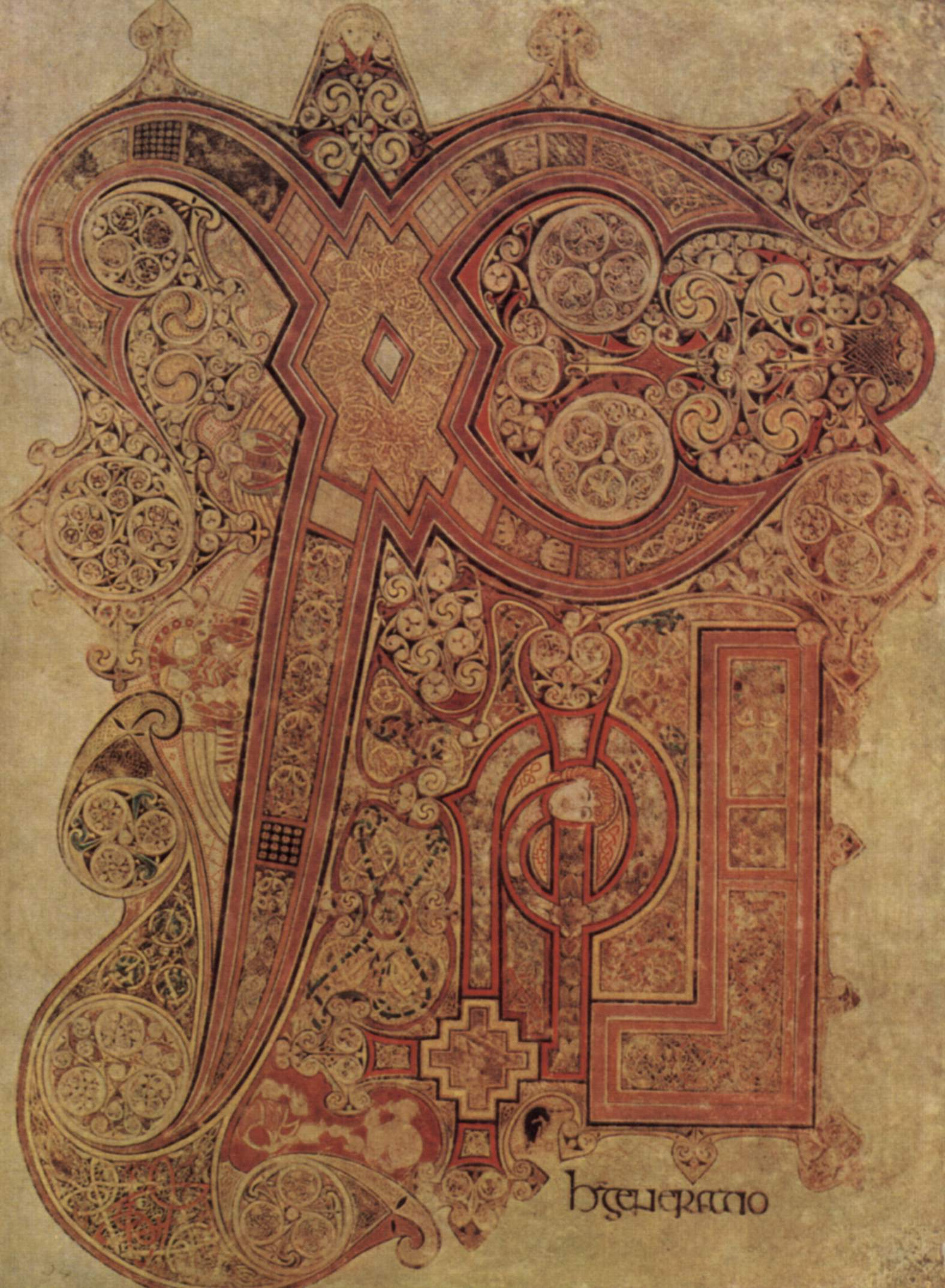
Book of Kells

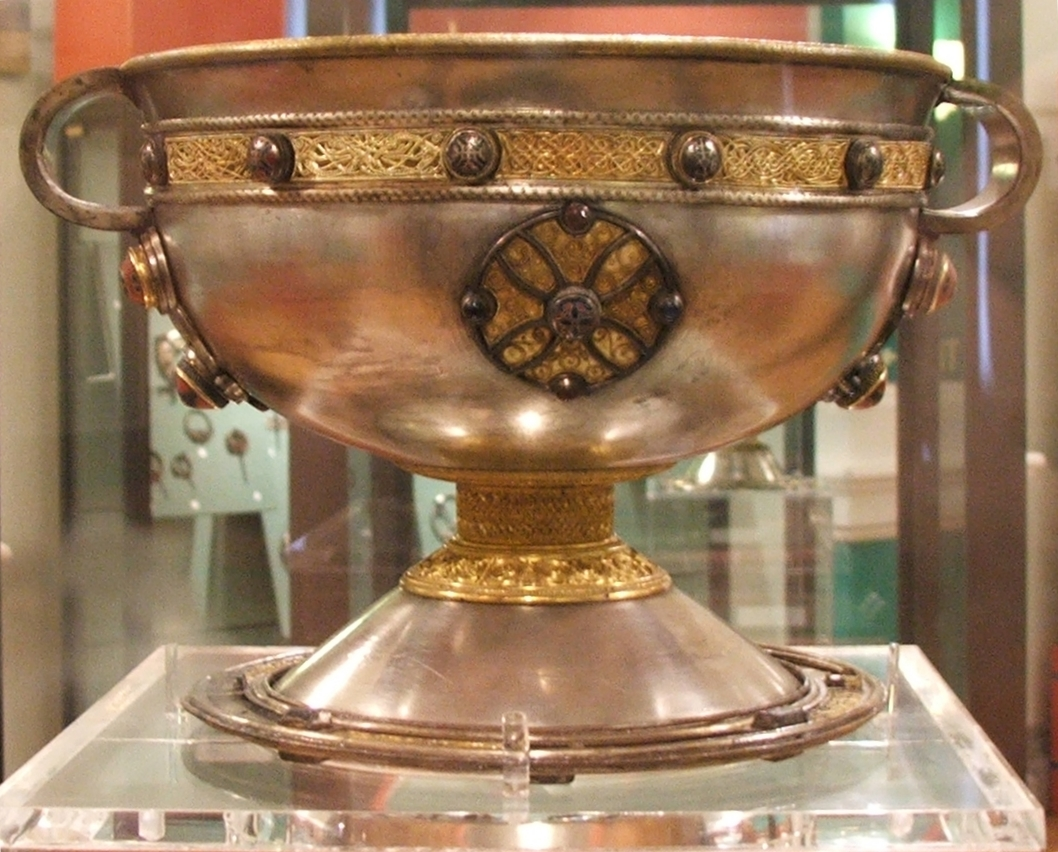
Ardagh-kehely

Írország a kelta bevándorlás előtt az Atlanti-partvidék megalitikus kultúrájának egyik központja volt.
Az írországi kelta vaskor művészete előbb a La Téne-stílussal majd a britanniai provinciális művészettel került élénk kapcsolatba. A kelta művészet egyes elemei napjainkig meghatározzák Írország művészetét.
A sajátosan ír művészet kezdetét a kereszténység felvételétől lehet számítani, a Kr. e. 5. századtól. Ezt a keresztény művészetet a kelta ornamentika hagyománya gazdagította. Az első templomok elpusztultak, de annyit lehet tudni, hogy Észak-Európához hasonlóan a harangtorony külön állt a templomtól. A korszak legjelentősebb emlékei a templomok közelében elhelyezkedő temetők hatalmas kőkeresztjei. Rajtuk a La Téne-kultúra elemeinek továbbélése figyelhető meg. Ugyancsak hasonló motívumok figyelhetők meg a fejlett fémművességben is. Az egyik legszebb az Ardagh-kehely.
Az ír festészet emlékei az európai miniatúrafestészet kezdetét jelentő kódexek díszítései. Legjelentősebb a durrow-i zsoltároskönyv a 8. század környékéről, a kellsi evangélium (Book of Kells, 9. század).
Az ír művészet első virágzásának a viking kalandozások vetettek véget. A vikingek kiűzése után és a normannok hódítása között jelentős román művészet alakult ki. Az angol uralom idején az önálló ír művészet nem jelentős, az angol művészet uralma volt jellemző egészen a 19. századig (lásd Nagy-Britannia művészete).

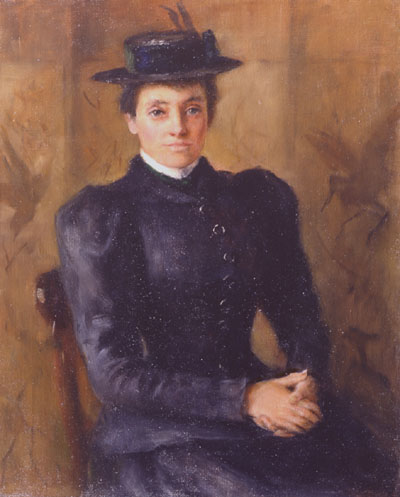
John Butler Yeats: Jenny Yeath arcképe

A 19. században önálló ír művészet alakult ki: Ch. V. Foley (? – 1868) festő, J. Hogan (1800 – 1858) szobrász. A korszakban az európai stílusáramlatok hatottak: klasszicizmus, romantika, historizmus, impresszionizmus. A 20. században az avantgárd hatása is jelentős, de sokkal fontosabb az „ír Picasso-ként” emlegetett L. Le Brocquay
képviselte hagyományőrző irányzat. Brocquay a hagyományos kelta művészet elemeit alkalmazta.

## Az írországi kelta művészet
- Az első kelta bevándorlók művészete
- A második kelta (La Téne) bevándorlók művészete

## Az írországi keresztény művészet kezdetei
- Mellifont Abbey
- Glendalough
- Monasterboice
- Moon
- Castledermot